# Ezra Sued
Ezra Sued (7. juni 1923 - 21. august 2011) var en argentinsk fodboldspiller (angriber).
Sued tilbragte hele sin karriere, fra 1943 til 1954, hos Racing Club i den hjemlige liga. Han vandt mesterskabet med klubben i både 1945, 1949, 1950 og 1951.
Mellem 1945 og 1947 spillede Sued desuden seks kampe for det argentinske landshold, hvori han scorede to mål. Han var med til at vinde guld ved de sydamerikanske mesterskaber i både 1946 og 1947.

## Titler
Primera División Argentina
- 1945, 1949, 1950 og 1951 med Racing Club

Sydamerikansk mesterskab
- 1946 og 1947 med Argentina